# Ligne 3 du tramway de Lyon
Pour les articles homonymes, voir Ligne 3.
La ligne 3 du tramway de Lyon, plus simplement nommée T3, également appelée LEA (pour Ligne de l'Est de l'Agglomération), est une ligne de tramway de la métropole de Lyon ouverte le 5 décembre 2006 entre la gare de la Part-Dieu à Lyon et la zone industrielle de Meyzieu dans l'Est lyonnais. La ligne transporte quotidiennement 27 000 passagers en moyenne en 2010, près de 40 000 en 2016 et 50 000 en 2018. Depuis le 10 juin 2014, la ligne est prolongée, en semaine, d'une station vers l'extension du parc relais de Meyzieu.
D'une longueur de 14,6 kilomètres, en grande partie sur ballast, la ligne T3 relie ses deux terminus en 25 à 26 minutes grâce à une vitesse maximale de 70 km/h. 7 km se trouvent en bordure d'habitations et disposent d'un mur antibruit en pierre du Gard. L'infrastructure de la ligne est également utilisée par Rhônexpress pour la desserte de la gare et l'aéroport de Lyon-Saint-Exupéry, ainsi que par la ligne T7 pour la desserte du Parc Olympique lyonnais et de l'OL Vallée.

## Histoire

### Le prédécesseur: l'Est lyonnais
La ligne utilise une partie de l'emprise de l'ancienne ligne principale du chemin de fer secondaire à voie normale de la Compagnie des chemins de fer de l'Est de Lyon (CFEL) qui comprenait les lignes suivantes :
- Lyon - Saint-Genix-d'Aoste via Crémieu et Morestel ;
- Sablonnières - Bouvesse - Montalieu ;
- Saint-Hilaire-de-Brens- Jallieu[2].

La gare de départ, dénommée gare de l'Est, est située sur l'avenue Félix-Faure et anciennement desservie par la ligne 11 du réseau de l'OTL. Un arrêt TCL porte ce nom jusqu'en 2013. Renommé Félix Faure puis Archives Départementales en 2014, il est desservi par la ligne 4 du tramway de Lyon et la ligne de trolleybus C11.

### Le projet de création de la ligne 3: LEA

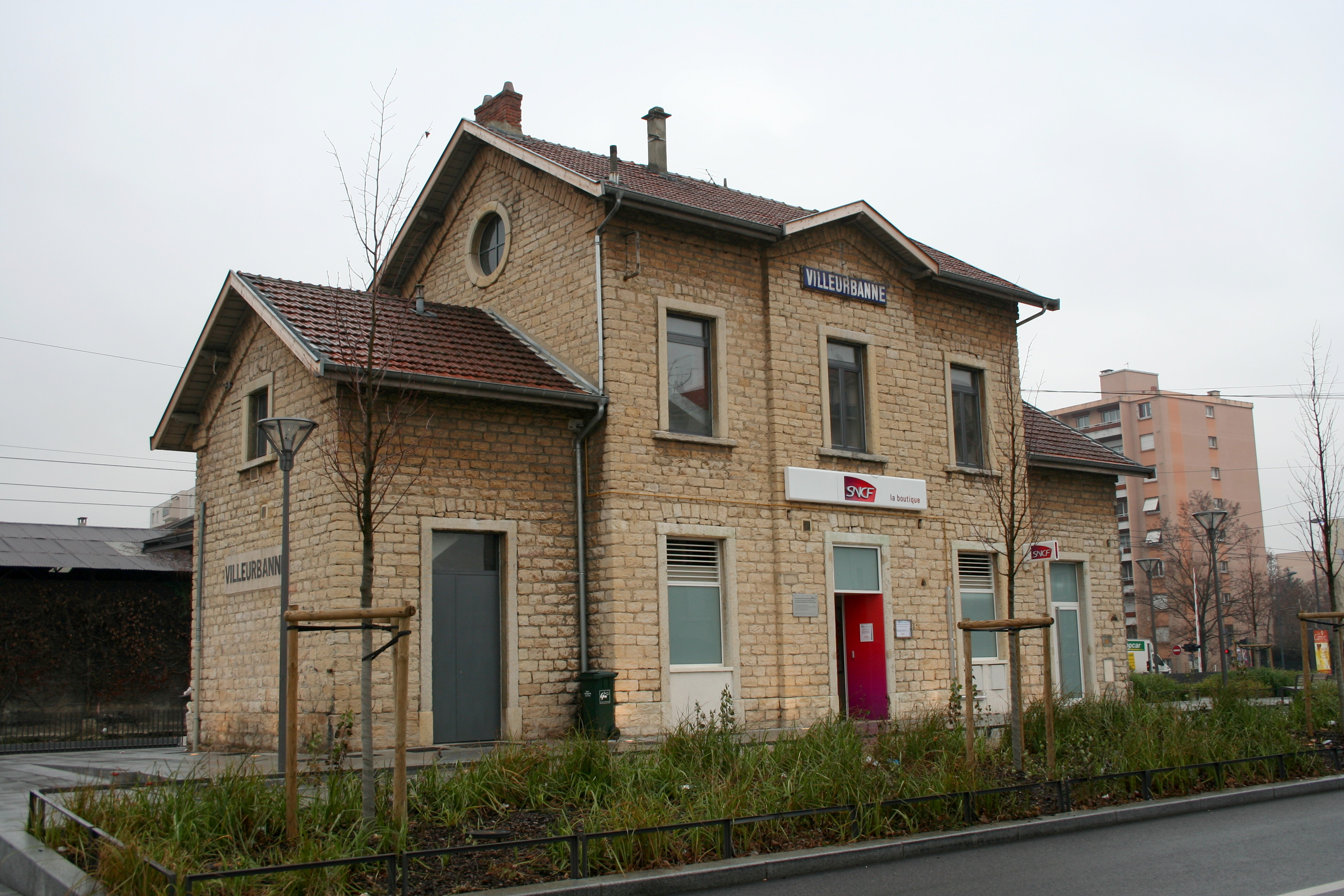
Le bâtiment de la gare de Villeurbanne, construite par le Chemin de fer de l'Est de Lyon, est conservé. Derrière, se trouve la station Gare de Villeurbanne du tramway.

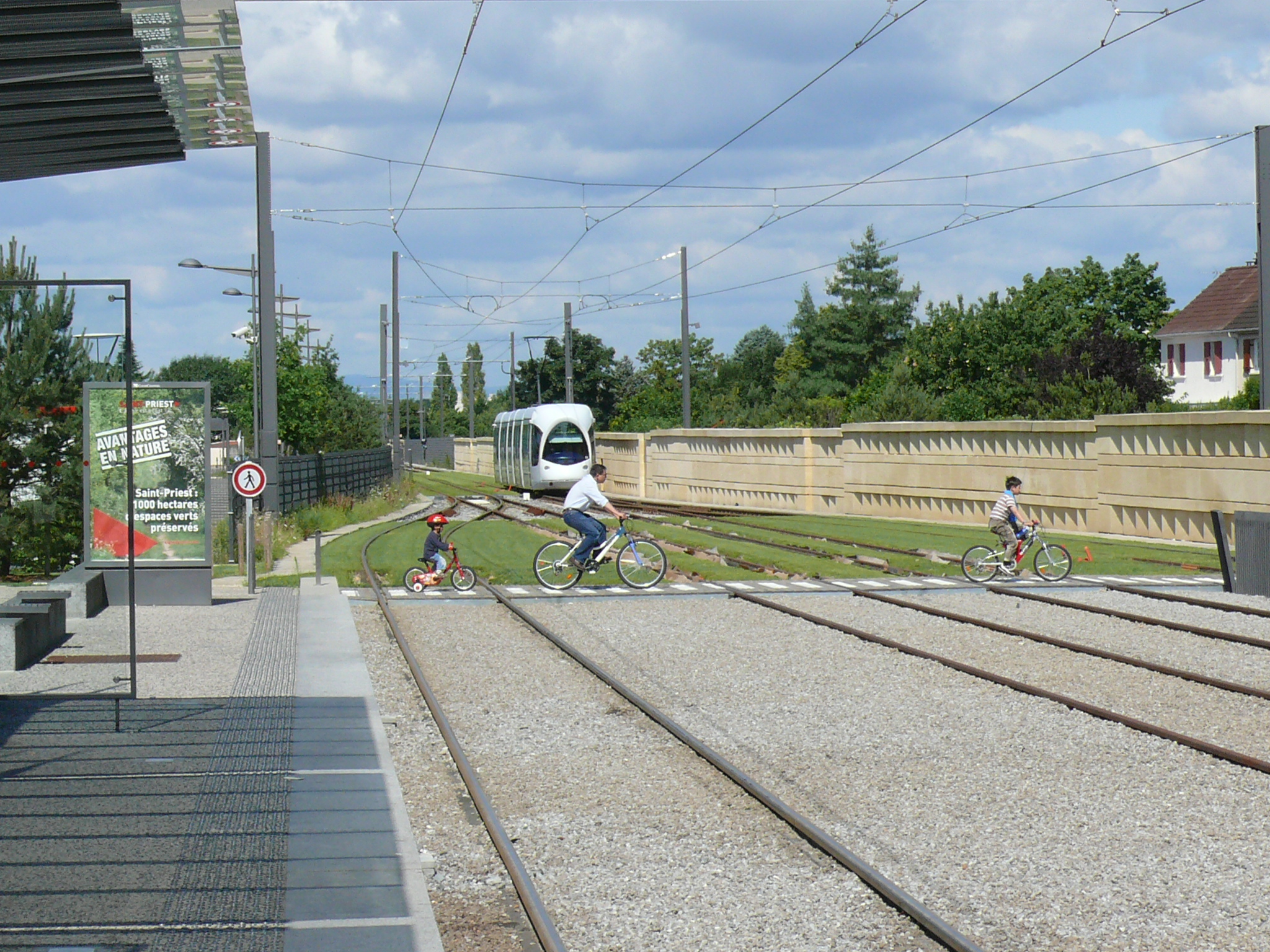
La station Meyzieu Gare. Les deux voies centrales sont destinées au service de tramway express Rhônexpress. La ligne est bordée d'une piste cyclable.

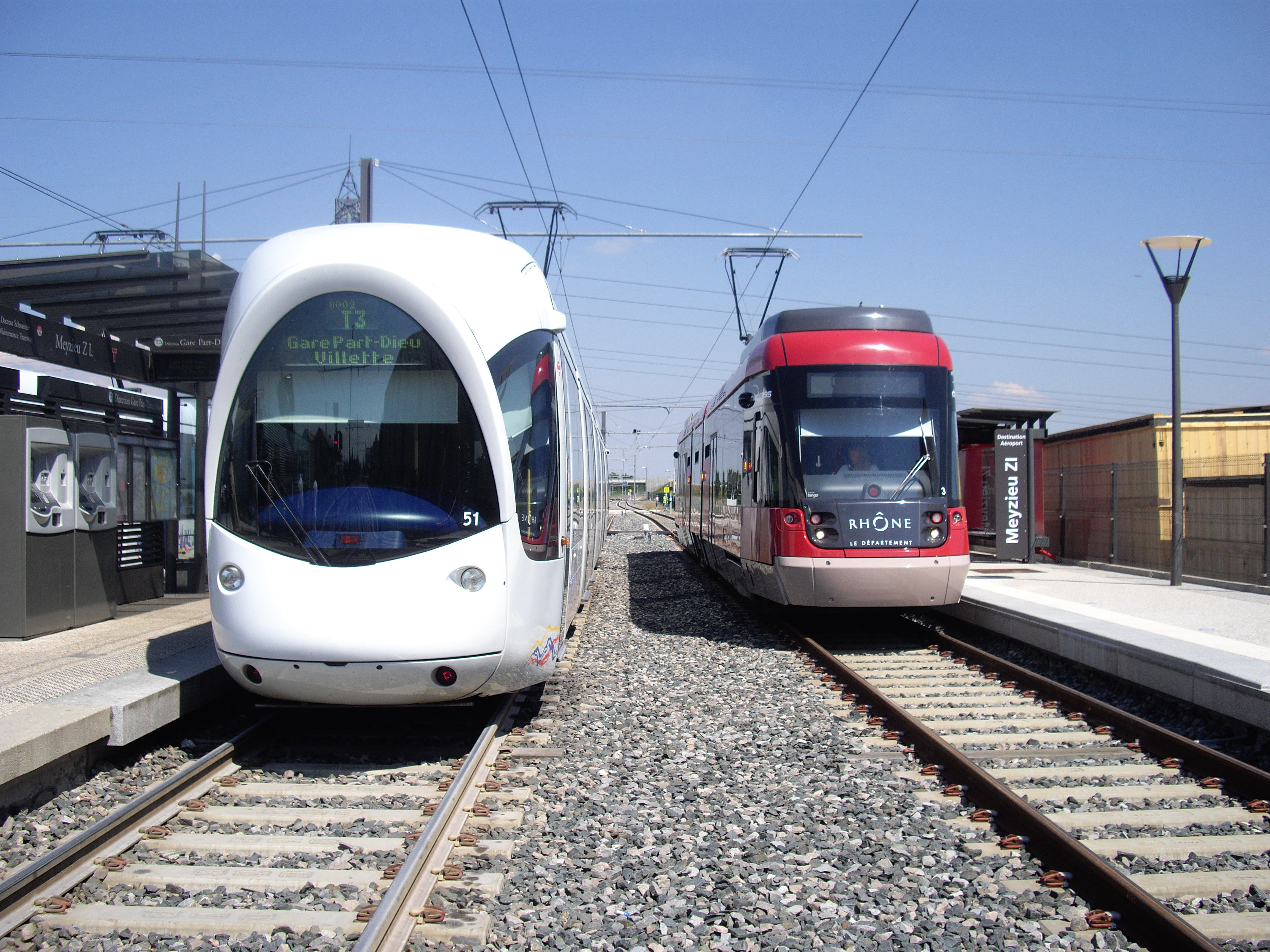
La grande spécificité de la ligne : elle accueille à la fois les services Rhônexpress (dont est visible l'une des rames Stadler Tango à Meyzieu Z.I.) tout comme les rames Citadis du service urbain T3.

Le projet est pris en compte dans le Plan de déplacements urbains (PDU) du Grand Lyon adopté en 1997. La décision d'adopter un tramway en site propre est prise par le Conseil général du Rhône, propriétaire de l'infrastructure et par le Sytral, autorité organisatrice des transports dans le département du Rhône.
Le projet comprend une ligne de tramway jusqu'à Meyzieu et la desserte de l'aéroport de Lyon Saint-Exupéry. L'infrastructure utilisée est l'ancienne plate forme du Chemin de fer de l'Est de Lyon, dont il ne subsiste que la section Lyon-Meyzieu exploitée pour le trafic marchandise.
Un bouleversement survient dans le déroulement du projet. Le Conseil général du Rhône déboute le Sytral pour l'exploitation de la desserte de l'aéroport de Lyon Saint-Exupéry et met la ligne en concession. Il lance un appel d'offres pour cette ligne qui sera attribué à la société Rhônexpress. Les liaisons vers Meyzieu et l'aéroport de Saint-Exupéry sont dissociées et s'appelleront LEA (Ligne de l'Est de l'Agglomération), tandis que la desserte de l'aéroport est dénommée LESLYS (Liaison Express Lyon Saint-Exupéry).

#### Objectifs du projet
Les objectifs du projet sont définis comme suit :
- offrir aux habitants de l'est de l’agglomération une liaison rapide avec la Part-Dieu ;
- desservir le pôle de loisirs du Carré de Soie ;
- permettre une liaison directe vers la Presqu'île par la connexion du tramway T3 avec la ligne A du métro, prolongée de Laurent Bonnevay à Vaulx-en-Velin - La Soie ;
- permettre l'exploitation de la future ligne express, Leslys, sur la même emprise, par le conseil général du Rhône[3].

La réalisation du tramway favorise la mise en œuvre des nombreux projets d'aménagements situés à proximité de la ligne, tel que l'esplanade Dauphiné, le Château Lacassagne, la ZAC du Dauphiné, la zone d'activité de Villeurbanne, le quartier de Bel-Air, le Carré de Soie, la Cité Tase, la Z.I. Roosevelt, le nouveau centre de Décines, le quartier du Prainet et la Z.I. Meyzieu.

#### Le terminus de la Part-Dieu, à l'est ou à l'ouest de la gare
Le choix du tracé ne suscite pas de critiques spécifiques du fait de la réutilisation d'une emprise existante. Cependant, le choix du terminus à l'est de la gare de la Part-Dieu, rue de la Villette, provoqua une opposition unanime des associations de promotion du transport public[réf. souhaitée]. En effet, celui-ci impose la traversée du hall de la gare de la Part-Dieu, saturée en heures de pointe et même en journée et une perte pouvant atteindre 8 minutes[réf. nécessaire] pour atteindre les lignes de métro, d'autobus, de trolleybus et le tram T1 qui se situent à l'ouest de la gare, sur l'esplanade Vivier-Merle, également bordée par de nombreux équipements publics.
Les études de trafic réalisés en 2001 par la SEMALY indiquent que le terminus Villette attire jusqu'à 25 % de voyageurs en moins que le terminus Vivier-Merle[réf. nécessaire], sachant que l'aménagement de l'esplanade Vivier-Merle réalisé pour le T1 prévoit déjà des dispositions pour l'accueil d'une nouvelle ligne.
Les motivations qui conduisent à ce choix sont liées, selon le dossier d'enquête publique, au souci de ne pas gêner la circulation automobile, aux conditions normales d’exploitation de la ligne permettant d’envisager un développement ultérieur du niveau de service en fonction de l’évolution de la demande, au moindre coût d’investissement du fait d’une longueur réduite, à la compatibilité à long terme avec les projets de création d'une gare souterraine dans le cadre de la création de liaisons de type RER.
Or avec la hausse du trafic TGV et TER depuis 2006, le hall de la gare est désormais constamment saturé[réf. nécessaire], rendant les conditions de traversée de plus en plus difficile. L'idée d'une liaison souterraine pour les piétons est abandonnée en raison de son coût prohibitif[réf. souhaitée], équivalent à celui de la reprise du tracé de T3 pour aboutir côté Vivier-Merle. De surcroît, le SYTRAL demande à la région Rhône-Alpes de financer cet équipement non justifié du point de vue des besoins des voyageurs ferroviaires[réf. nécessaire].
La situation devient d'autant plus difficile qu'en 2013, la ligne T4 a rejoint T3 à la station Gare Part-Dieu - Villette : ce sont plusieurs dizaines de milliers de voyageurs qui quotidiennement doivent traverser le hall de la première gare française hors de Paris.

#### Chronologie du projet
- 2001 : lancement des projets Lea et LESLYS (futur Rhônexpress) par le département du Rhône.
- 2002 : lancement du projet LEA, nouvelle ligne de tramway lyonnais.
- 2002, septembre : le Sytral choisit, à l'issue d’un appel d'offres avec concours, le groupement piloté par la SEMALY pour assurer la maîtrise d’œuvre de l’opération[6].
- 2002-2003 : phases de concertation
- Juillet 2003 : approbation de l'avant-projet
- Février 2004 : début de l'enquête publique
- Juin 2004 : obtention de la déclaration d'utilité publique du projet
- Juillet 2004 : lancement des travaux
- Juin 2005 : première soudure de rail
- Septembre 2005 : installation des murs antibruit
- Mars 2006 : livraison du dépôt de Meyzieu
- Juin 2006 : livraison de la première rame de la ligne
- 26 juin 2006 : première circulation des essais techniques.
- 27 novembre 2006 : inauguration de la ligne.
- 5 décembre 2006 : mise en service de la ligne[3].

#### Coût et financement
Le projet est évalué à 172 millions d'euros (valeur 2002) hors taxes.

### Aménagements de 2012

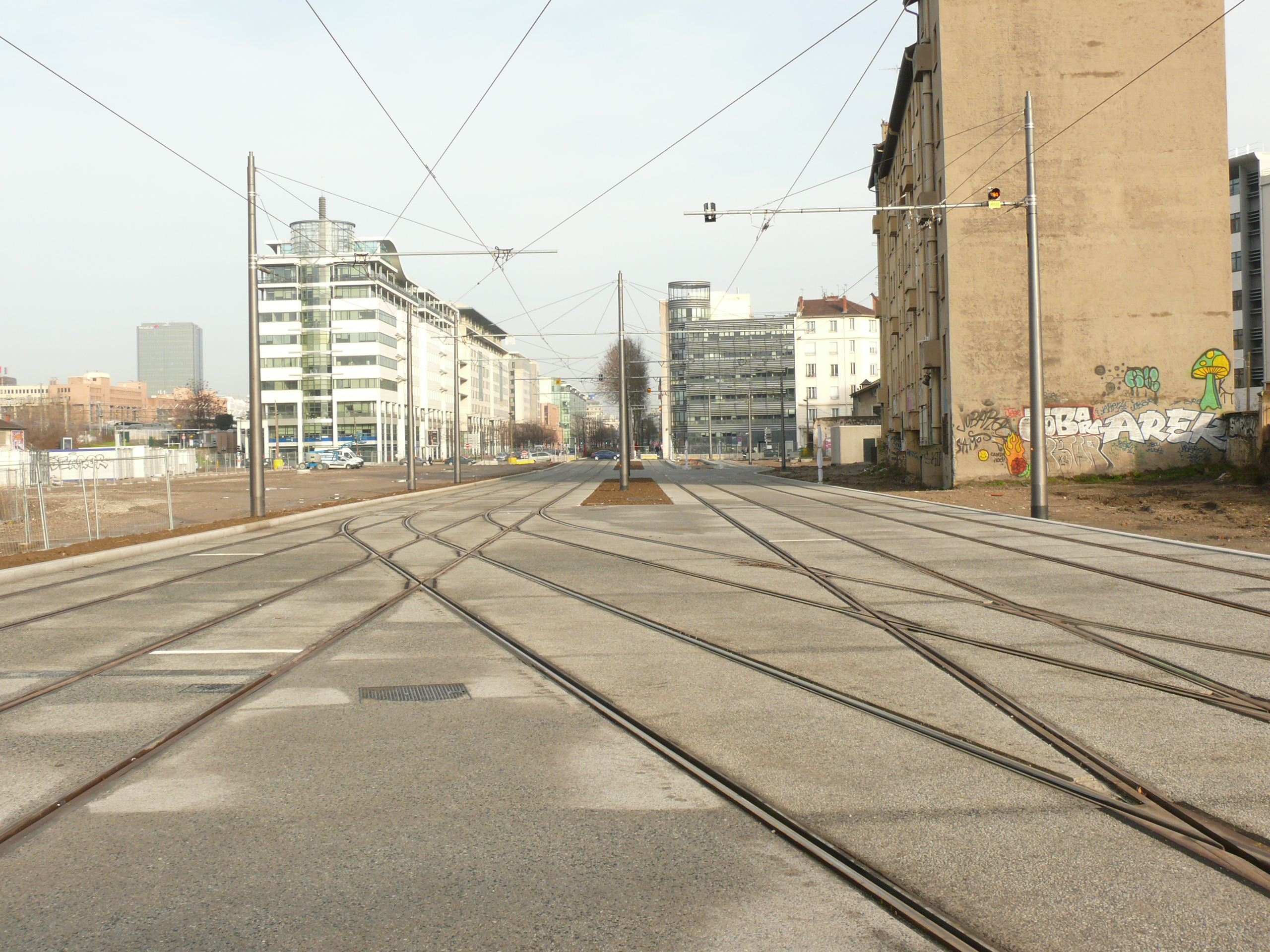
La station Part-Dieu Sud en décembre 2012 :
À gauche, les voies de passage T3 / T4 / Rhônexpress. À droite, les voies destinées à la régulation des lignes, où peuvent stationner des rames en attente.

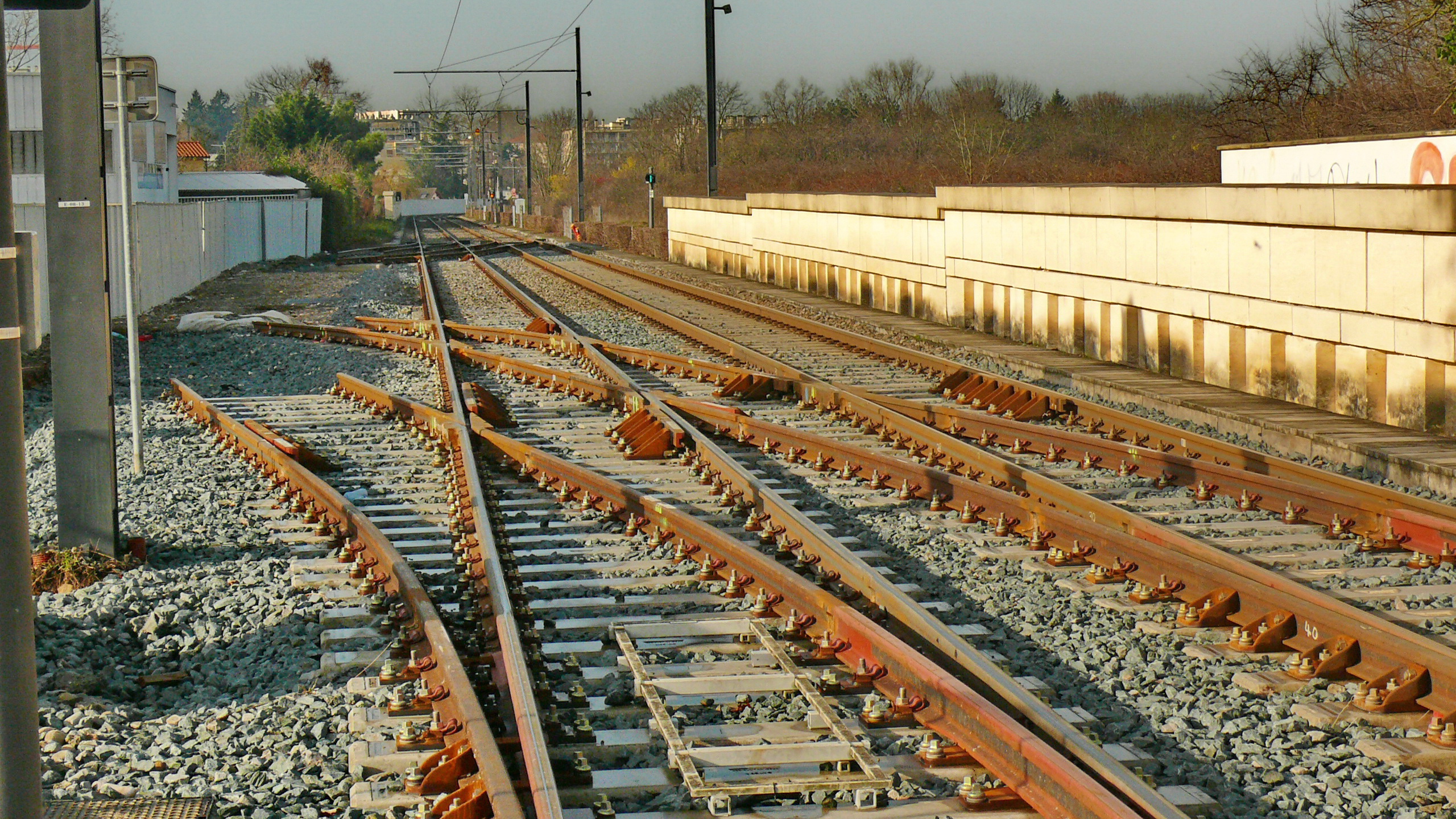
L'amorce des débranchements de T3 vers le Stade des Lumières à Décines-Charpieu, en décembre 2012.

Plusieurs modifications et améliorations sont apportées à la ligne en 2012 :
- Dans le cadre de l'extension de la ligne T4 entre les stations Jet d'Eau - Mendès-France et Charpennes, la ligne T3 voit son itinéraire modifié en 2012 au niveau du croisement avec la rue Paul-Bert en direction du sud. En effet, lors de la mise en service initiale de la ligne, un groupe de bâtiments (l'îlot Millon) avait dû être contourné, faute de temps pour finir la procédure d'expropriation avant lancement des travaux. Il est réalisé à cet endroit deux voies supplémentaires et un quai de secours, destiné à réguler le trafic des lignes T3, T4 et Rhônexpress.
- Le plan de voies de la station Vaulx-en-Velin - La Soie est modifié, afin de créer deux voies de garage, permettant le retrait ou l'injections de rames de T3 ou de Rhônexpress.

- Les appareils de voie du débranchement de la ligne vers le Stade des Lumières sont posés en limite des communes de Décines-Charpieu et de Meyzieu.
- La ligne est prolongée de Meyzieu Z.I. à Meyzieu - Les Panettes pour permettre de mieux desservir le parc-relais étendu des Panettes[7].

Ces travaux nécessitent l'interruption complète du service de T3 et Rhônexpress du 6 octobre au 11 novembre 2012.

### Le prolongement àMeyzieu - Les Panettes

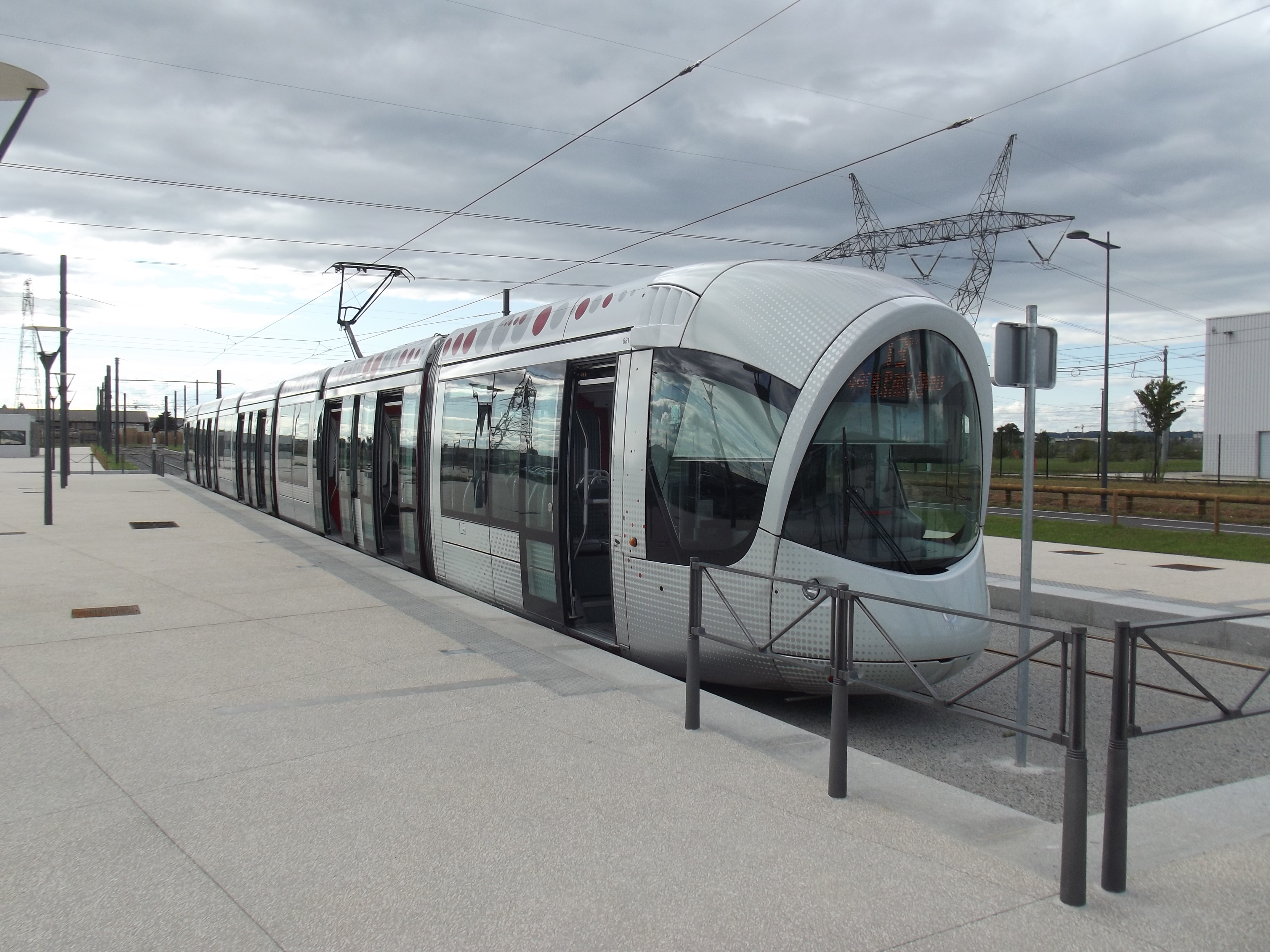
Terminus à la station Les Panettes.

Le 10 juin 2014, la station Meyzieu - Les Panettes est mise en service. Elle est située à 400 mètres de Meyzieu Z.I. et son but est de desservir, en semaine uniquement, le parc relais du même nom.

### Desserte du Parc Olympique Lyonnais (ligne T7)
Un embranchement de la ligne, d'une longueur d'un kilomètre, entre les stations Décines - Grand Large et Meyzieu Gare permet la desserte du Parc Olympique lyonnais,.
Ce projet, après soumission à une enquête publique du 14 juin au 18 juillet 2011, est déclaré d'utilité publique le 23 janvier 2012 par arrêté préfectoral. Cependant, cet arrêté est attaqué devant le tribunal administratif de Lyon par des opposants au projet de stade. Le tribunal administratif a cassé l'arrêté préfectoral dans une décision rendue le 16 avril 2013.
L'embranchement est inauguré le 1er décembre 2015 et utilisé pour le premier match au stade le 9 janvier 2016. Il est depuis utilisé pour la desserte événementielle du Parc Olympique lyonnais.
Il est décidé de créer une nouvelle ligne T7 pour relier quotidiennement Vaulx-en-Velin - La Soie à Décines - OL Vallée en reprenant les infrastructures du T3. Dès fin 2020, le Parc OL doit ainsi être desservi quotidiennement par la ligne T7, avec une fréquence de 15 minutes en heures de pointe. Les tramways, qui partent de La Soie pour rejoindre le Parc OL en s'arrêtant à chaque station intermédiaire, ont pour but d'offrir, sur ce tronçon, 25 % de capacité supplémentaire aux voyageurs de la ligne. L'inauguration de cette ligne, prévue le 2 novembre 2020, est reportée à la suite du reconfinement dû à la pandémie de Covid-19. Elle a lieu finalement le 1er février 2021.

### Nouvelles stations en 2025
Alors que le lycée Colonel Arnaud Beltrame ouvre en septembre 2023, TCL annonce la création d'une station aux abords de l'établissement (étant directement présent a proximité des voies), qui est mise en service le 6 janvier 2025.
Une autre station, Décines - Roosevelt, est également annoncée au niveau du tout nouveau quartier D-Side de Décines Grand Large, qui est ouverte aux voyageurs le 17 février 2025.

## Tracé et stations

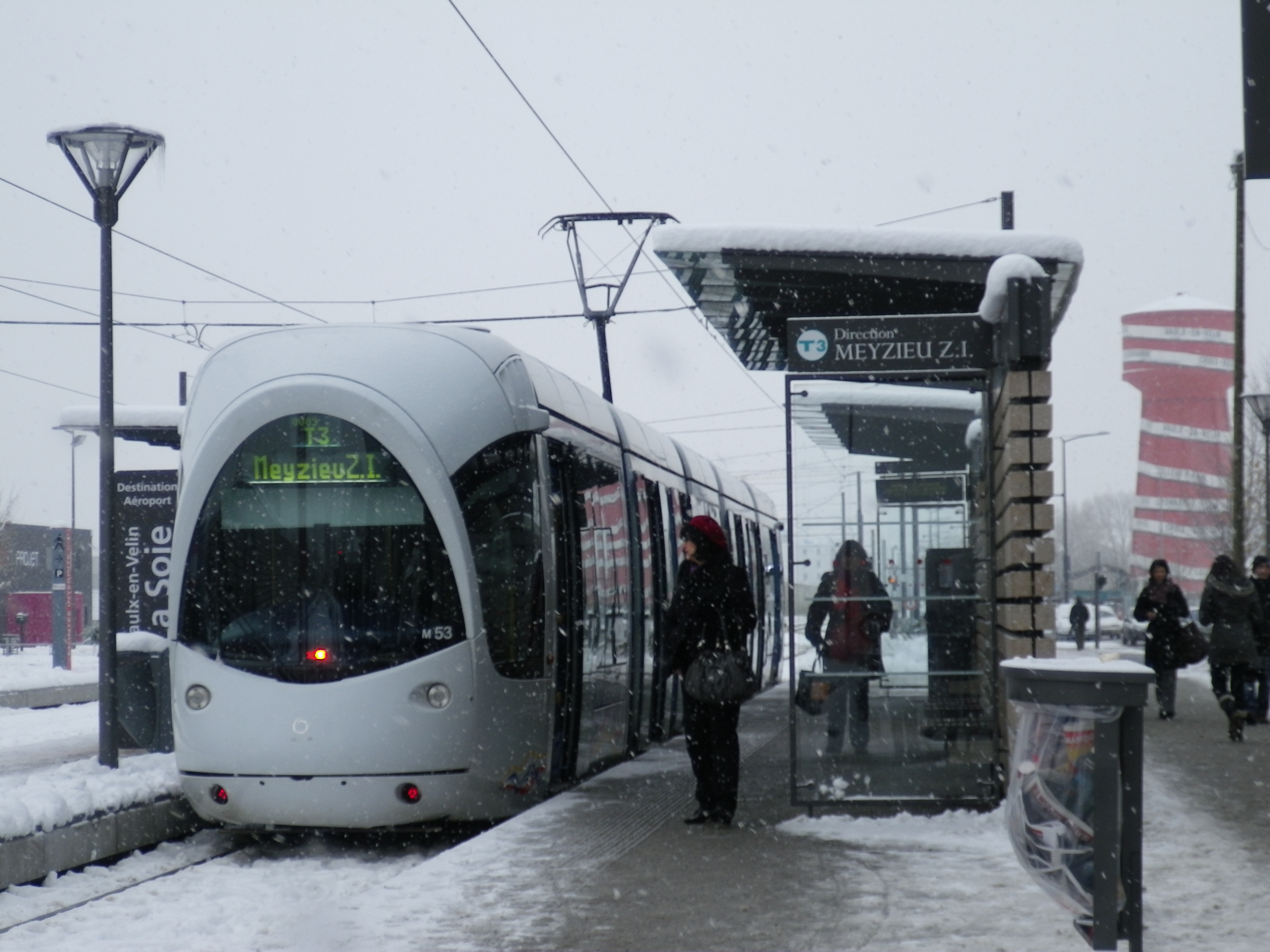
Station Vaulx-en-Velin - La Soie.

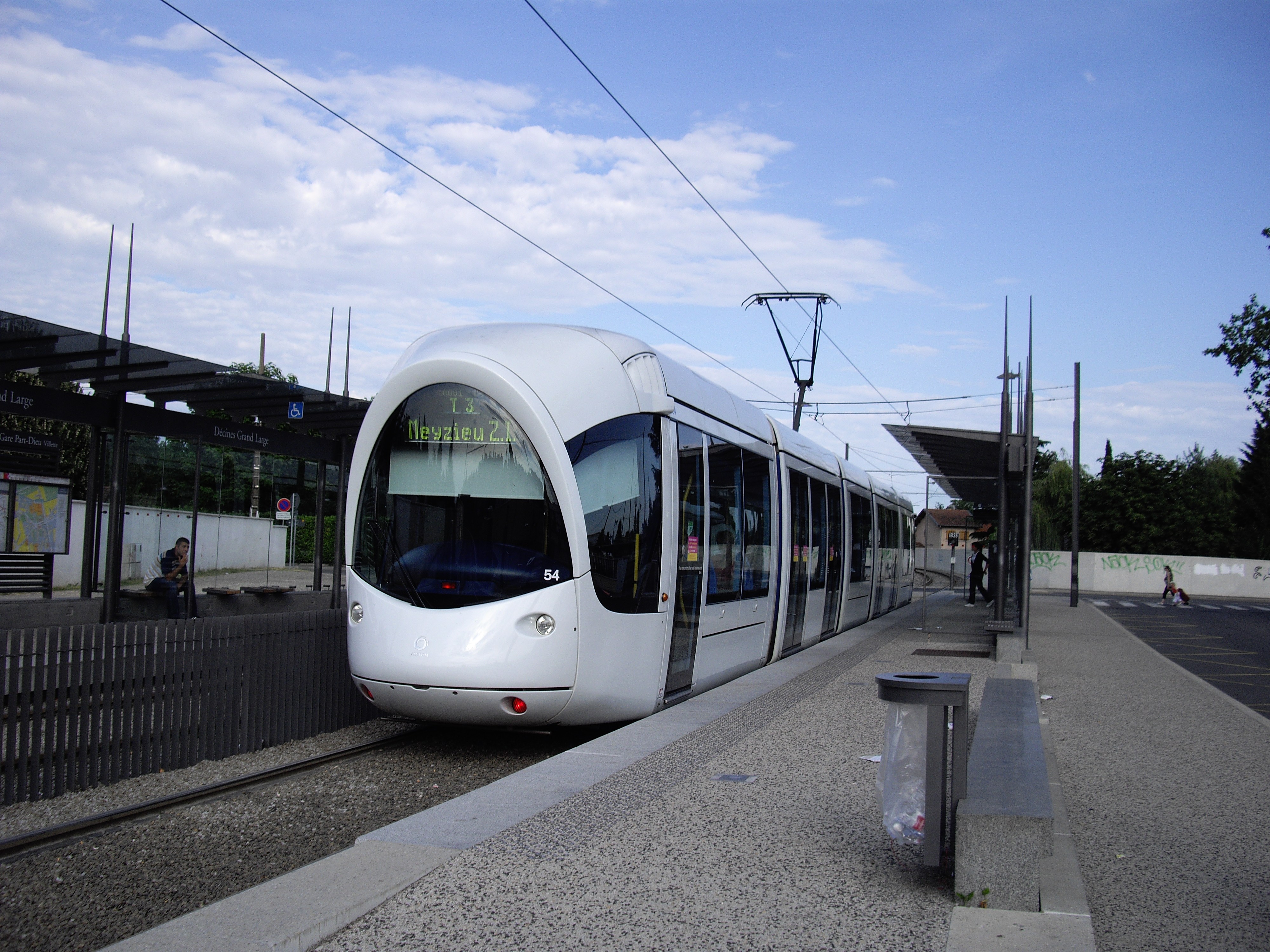
Station Décines - Grand Large.

La ligne mesure 14,6 km et comprend treize stations.
|  |   |  | Station                          | Communes desservies | Correspondances |
|  | - |  | -------------------------------- | ------------------- | --- |
|  | ■ |  | Gare Part-Dieu - Villette        | Lyon 3e             | Cars Région X75 TGV, TER Auvergne-Rhône-Alpes Correspondances à Gare Part-Dieu - Vivier Merle : |
|  | • |  | Dauphiné - Lacassagne            | Lyon 3e             | Ligne oui · Ligne C11 · Ligne C13 · Ligne C16 · Ligne oui · Ligne 25 · Ligne 69 |
|  | • |  | Reconnaissance - Balzac          | Lyon 3e             | Ligne oui · Ligne C9 · Ligne C26 |
|  | • |  | Gare de Villeurbanne             | Villeurbanne        | (dès 2026) |
|  | • |  | Bel Air - Les Brosses            | Villeurbanne        | Ligne oui · Ligne C17 |
|  | • |  | Vaulx-en-Velin - La Soie         | Vaulx-en-Velin      | Ligne oui · Ligne MA · Ligne oui · Ligne T7 · Ligne RX · Ligne oui · Ligne C8 · Ligne C15 · Ligne oui · Ligne 16 · Ligne 28 · Ligne 52 · Ligne 52E · Ligne 68 · Ligne oui · Ligne N80 · Ligne N83 · Ligne N100 · Ligne oui · Ligne Zi3 · Ligne Zi4 · Ligne Zi5 · Parc relais |
|  | • |  | Décines - Roosevelt              | Décines-Charpieu    | (à l'arrêt Grosso - Roosevelt) |
|  | • |  | Décines - Centre                 | Décines-Charpieu    | Ligne oui · Ligne T7 · Ligne oui · Ligne 57 · Ligne 67 · Ligne 79 · Parc relais |
|  | • |  | Décines - Grand Large            | Décines-Charpieu    | Ligne oui · Ligne T7 · Ligne oui · Ligne 16 · Ligne 57 · Ligne 76 · Ligne 79 · Ligne 85 · Parc relais |
|  | • |  | Meyzieu Gare                     | Meyzieu             | Ligne oui · Ligne 67 · Ligne 85 · Ligne 95 · Parc relais |
|  | • |  | Meyzieu - Lycée Colonel Beltrame | Meyzieu             | (à l'arrêt Meyzieu Centre Aquatique) |
|  | ■ |  | Meyzieu Z.I.                     | Meyzieu             | Cars Région T20 X04 |
|  | ■ |  | Meyzieu - Les Panettes           | Meyzieu             | (Desserte en semaine uniquement) |

Conformément à la réglementation, les stations et les rames sont accessibles aux personnes à mobilité réduite.
La ligne T3 dispose du mobilier urbain conçu par l'agence Gautier+Conquet (anciennement AABD architectes) utilisé sur les autres lignes du tramway de Lyon. Dans les stations comprenant plus de deux voies, une barrière empêche les traversées piétonnes hors des cheminements aménagés.

## Infrastructure

### Une ligne de tramway express

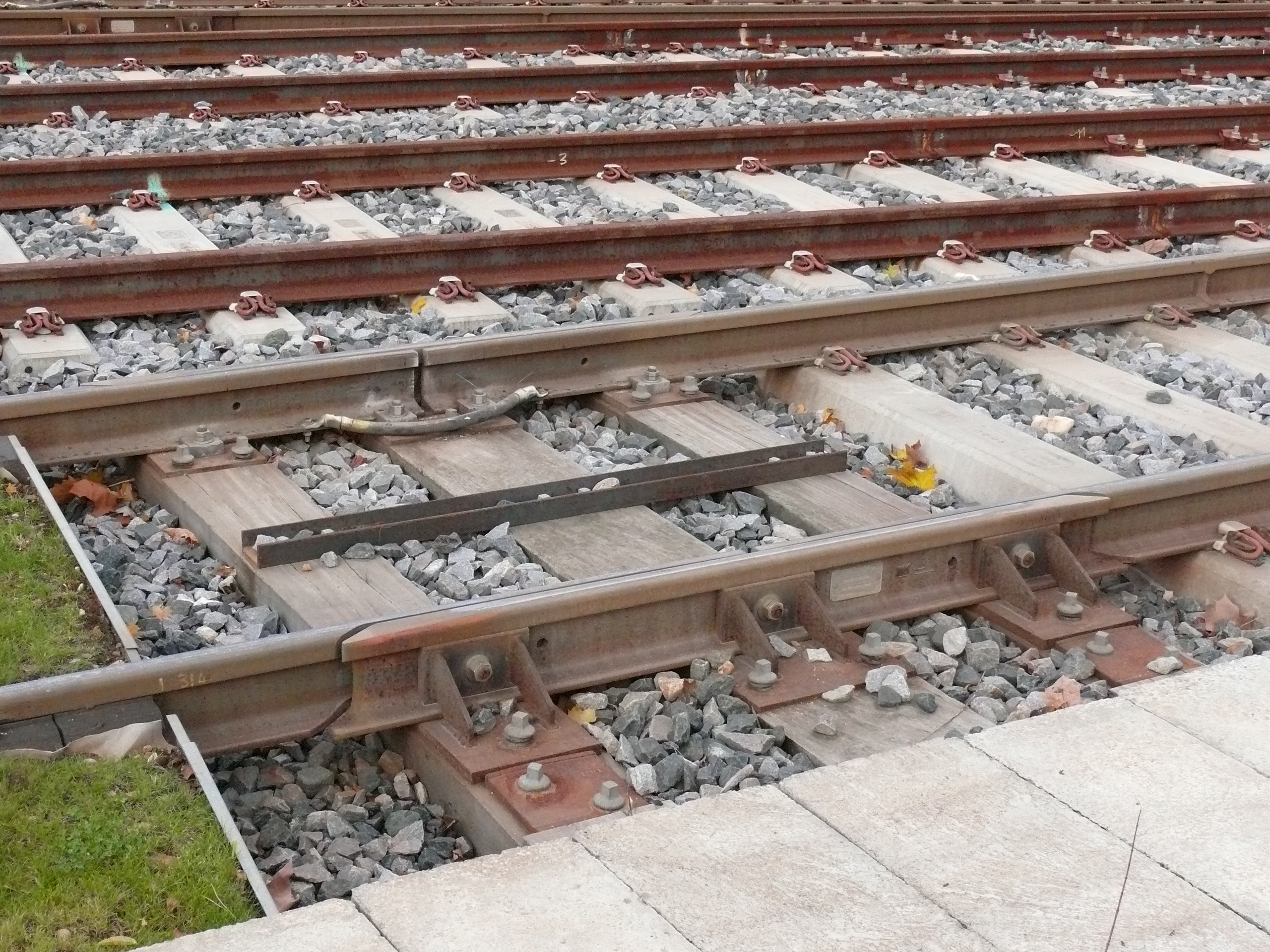
Un appareil de dilatation sur la voie à proximité de la station Meyzieu Gare.

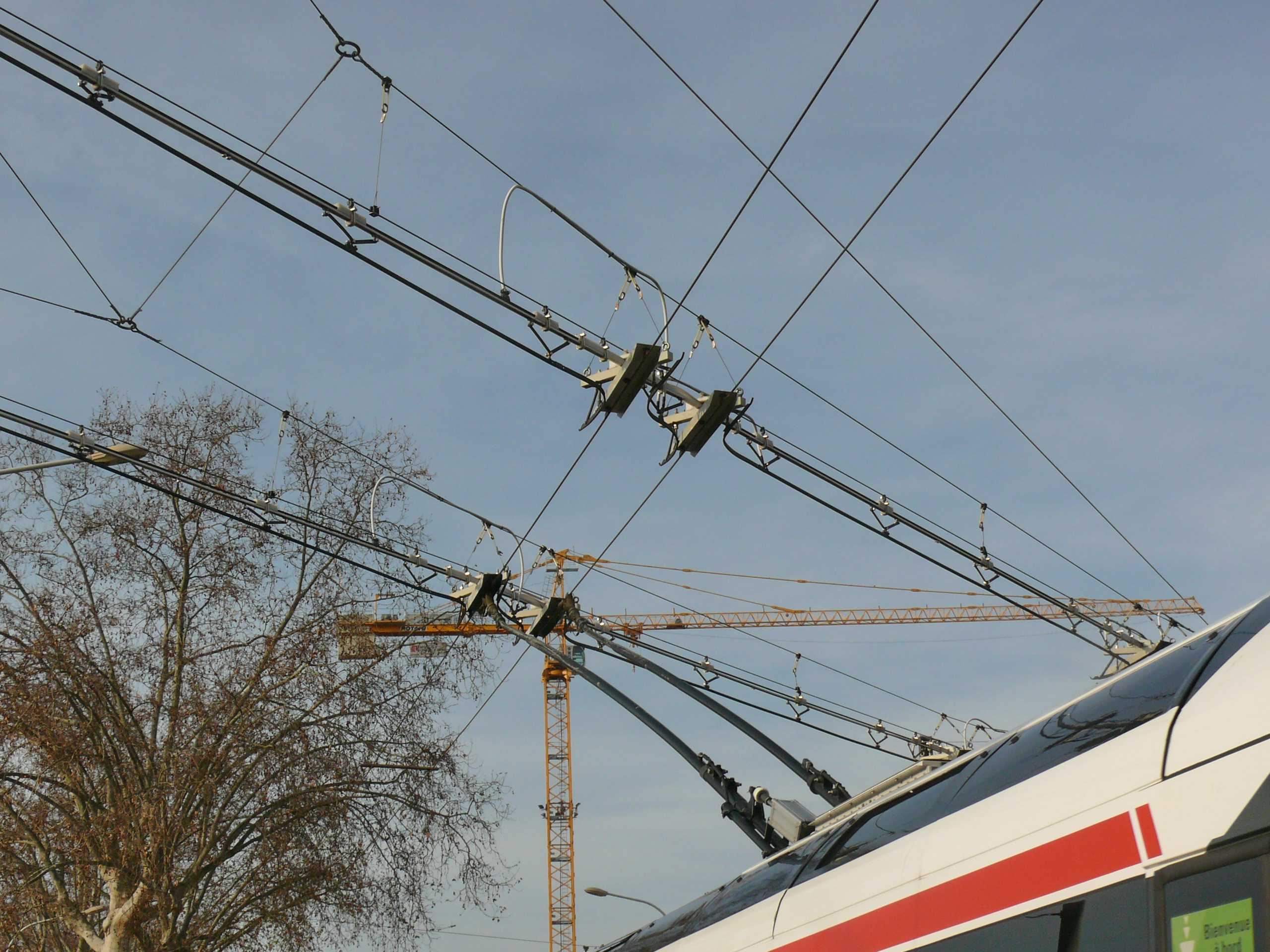
Au croisement des lignes de trolleybus, des appareils spéciaux sont installés pour permettre le croisement des lignes aériennes de contact.

Par ses caractéristiques commerciales et techniques, la ligne diffère d'un tramway classique, et correspond à un tramway express.
Particularité : la ligne possède des appareils de voie de longueurs allant de 40 à 64m afin d'avoir des vitesses plus élevées que 15 km/h lors des changements de voie.
Le tracé emprunte le site propre de l'ancien Chemin de fer de l'Est de Lyon, à l'extérieur des emprises routières. La voie est construite comme une voie de chemin de fer traditionnel, sur ballast et traverses en béton, avec des rails de type Vignole (sans gorge), parfois nue (ballast apparent) ou recouverte de gazon dans certaines sections.
Il existe sur la ligne deux secteurs :
- le secteur « Béton » (entre les stations Gare Part-Dieu - Villette et Dauphiné - Lacassagne), où la voie est posée sur des dalles de béton, comme tout le réseau de tramway lyonnais
- le secteur « Ballast » (sur le reste de la ligne), où la voie est posée comme celle d'un chemin de fer, sur du ballast.

L'autorité organisatrice (SYTRAL Mobilités) et l'exploitant souhaitent ne pas qualifier cette ligne de tram-train (elle ne possède aucune connexion d'ailleurs avec le réseau ferré national exploité par la SNCF).

### Voies de dépassement
L'infrastructure de la ligne T3 étant également utilisée par Rhônexpress, il est nécessaire que les rames du premier puissent être dépassées par celles du second. De ce fait, certaines stations sont à quatre voies, dotées de quais pour les deux services (Vaulx-en-Velin - La Soie, Meyzieu Z.I.) ou, uniquement de quais pour le service urbain (Meyzieu Gare) ; ou bien à trois voies, deux affectées au service urbain, avec leurs quais latéraux, et une voie permettant le dépassement des rames (Dauphiné - Lacassagne, Gare de Villeurbanne). La station Reconnaissance - Balzac possède seulement deux voies aujourd'hui, mais comprend l'emprise au centre permettant d'implanter la future voie de dépassement.

### Les intersections barriérées

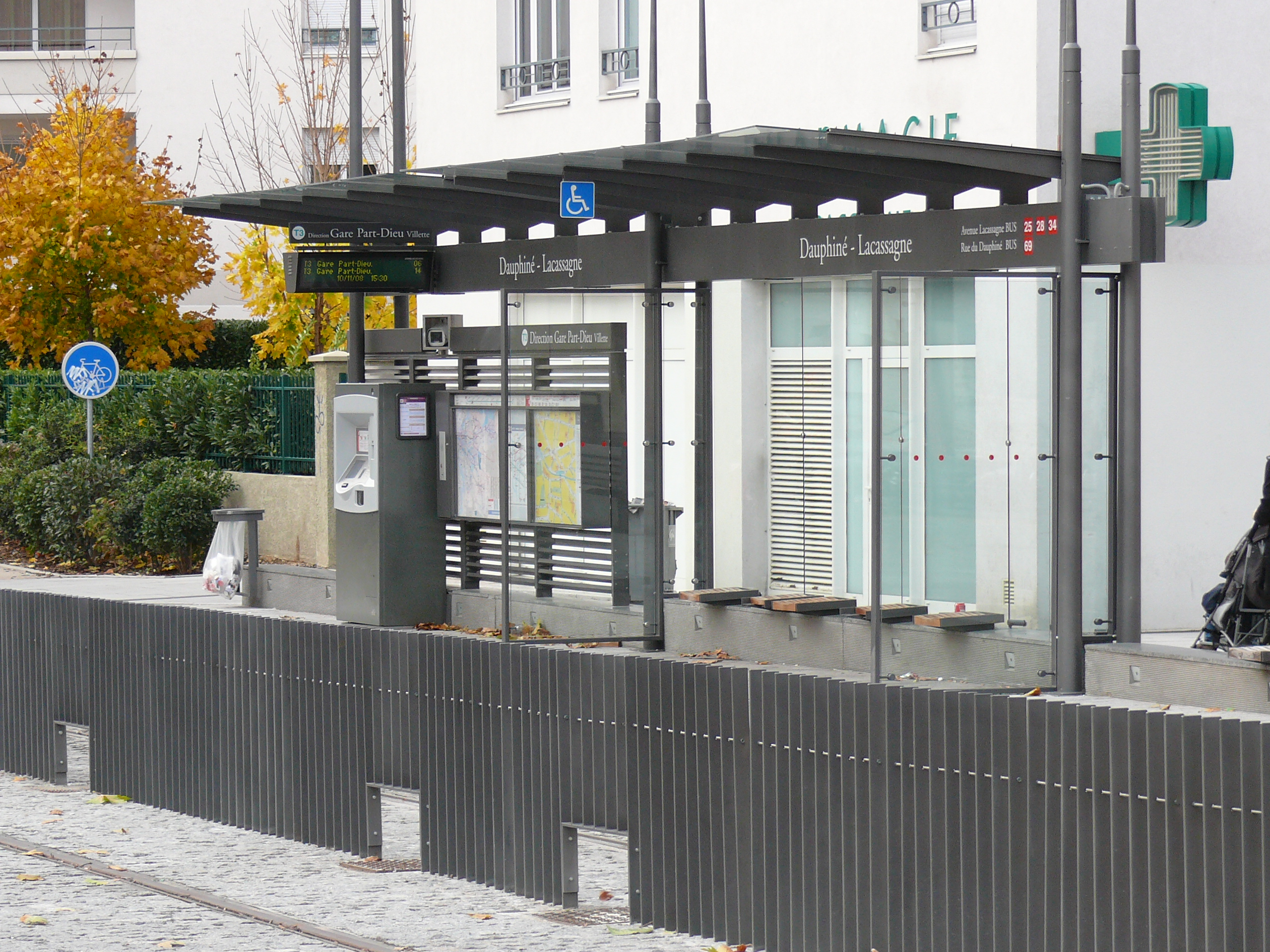
Mobilier de station à Dauphiné - Lacassagne

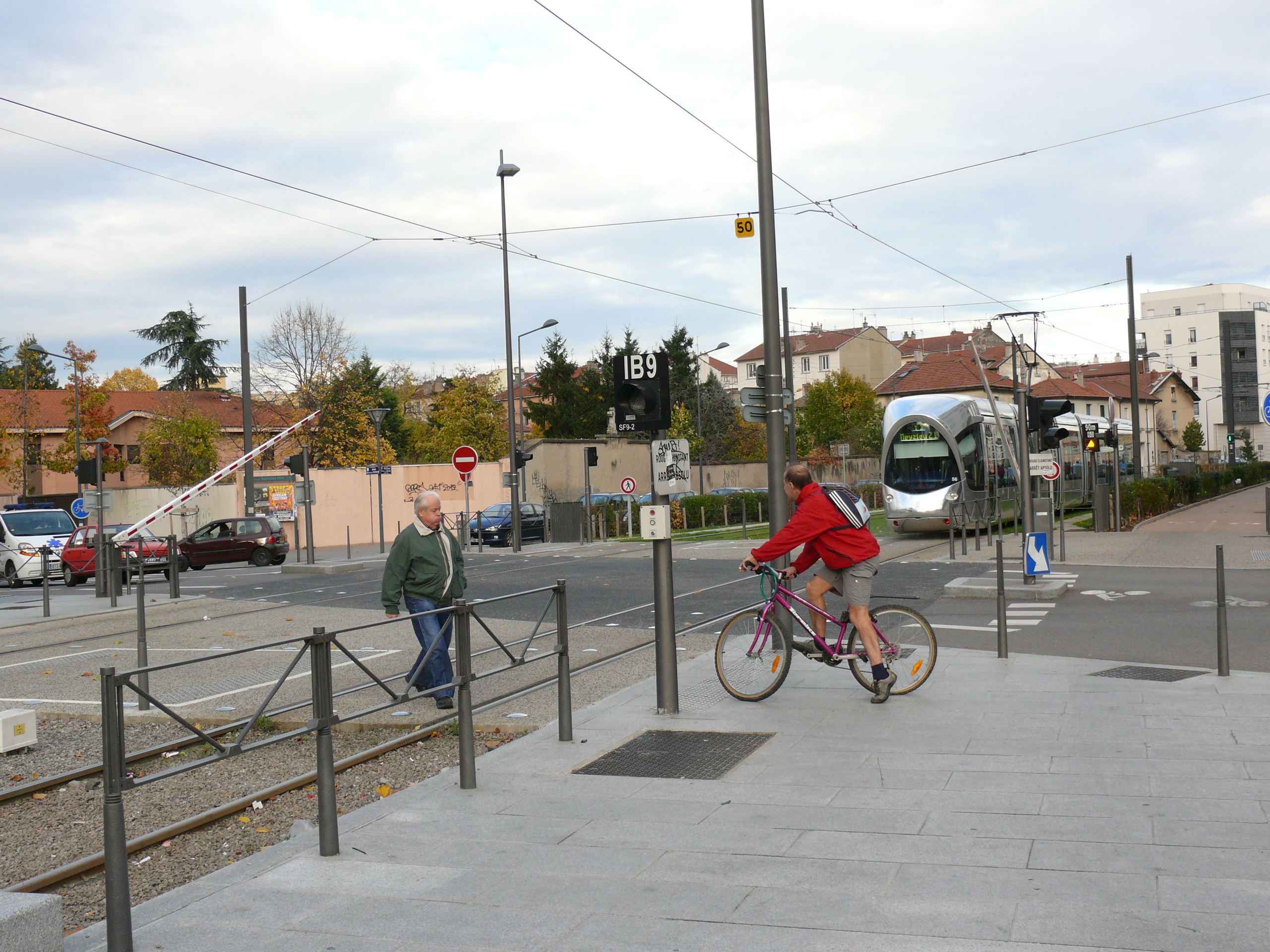
Intersection barriérée (IB) à la station Reconnaissance - Balzac.
Les barrières se relèvent après le passage de la rame 0856 avec sa livrée argentée.
On distingue également la signalisation tramway spécifique à ces intersections barriérées : au premier plan, le panneau de l'IB9, éteint (pas de tramway détecté) et, au droit de la rame, le panneau d'annonce de l'IB suivante, allumé à l'orange (tramway détecté).

Afin de permettre une vitesse commerciale élevée, la ligne, dès qu'elle sort de son tracé urbain traditionnel, voit les carrefours routiers protégés par des passages à niveau à signalisation automatique dotés de deux demi-barrières, appelés instersections barriérées et dotées d'une signalisation ferroviaire particulière.
Vingt-six intersections sont ainsi protégées, celle précédant la station terminus de Meyzieu Z.I. étant franchie par les quatre voies du terminus.

### Signalisation
Le tramway dispose d'une priorité aux carrefours routiers : après la détection de l'approche d'une rame, le système de commande de la signalisation tricolore du carrefour interrompt la circulation routière, de manière à permettre le passage du tramway. La détection du tramway est matérialisée par l’allumage d'un signal « tramway » jaune en losange. Un feu bleu en forme de point d'exclamation annonce ensuite au conducteur l'ouverture du signal quelques secondes en avance.

### Les ouvrages d'accompagnement
Afin de favoriser l'usage du tramway pour les habitants éloignés de la ligne, 1 600 places de stationnement sont réalisées dans des parcs-relais aménagés à proximité des stations.
Une piste cyclable est aménagée le long de la ligne, pour un coût de 2,2 millions d'euros hors taxes, sous la maîtrise d'œuvre du bureau d'étude Sitétude.

## Exploitation de la ligne
En semaine, la ligne circule entre 04h20 (premier tram au départ de Meyzieu - Les Panettes) et 00h51 (dernier tram arrivé à Gare Part-Dieu - Villette).
La fréquence est de :
- 5 à 7 minutes en heures de pointe,
- 10 minutes en heures creuses,
- 17 minutes après 21h00[réf. nécessaire].
- 10 à 20 minutes les Samedis
- 20 à 30 minutes les Dimanches et fêtes

Cela rend les horaires plus lisibles que les anciennes fréquences qui étaient respectivement de 8, 16 et 32 minutes.

La portion de la ligne entre Meyzieu Z.I. et Meyzieu - Les Panettes n'est exploitée qu'en semaine.

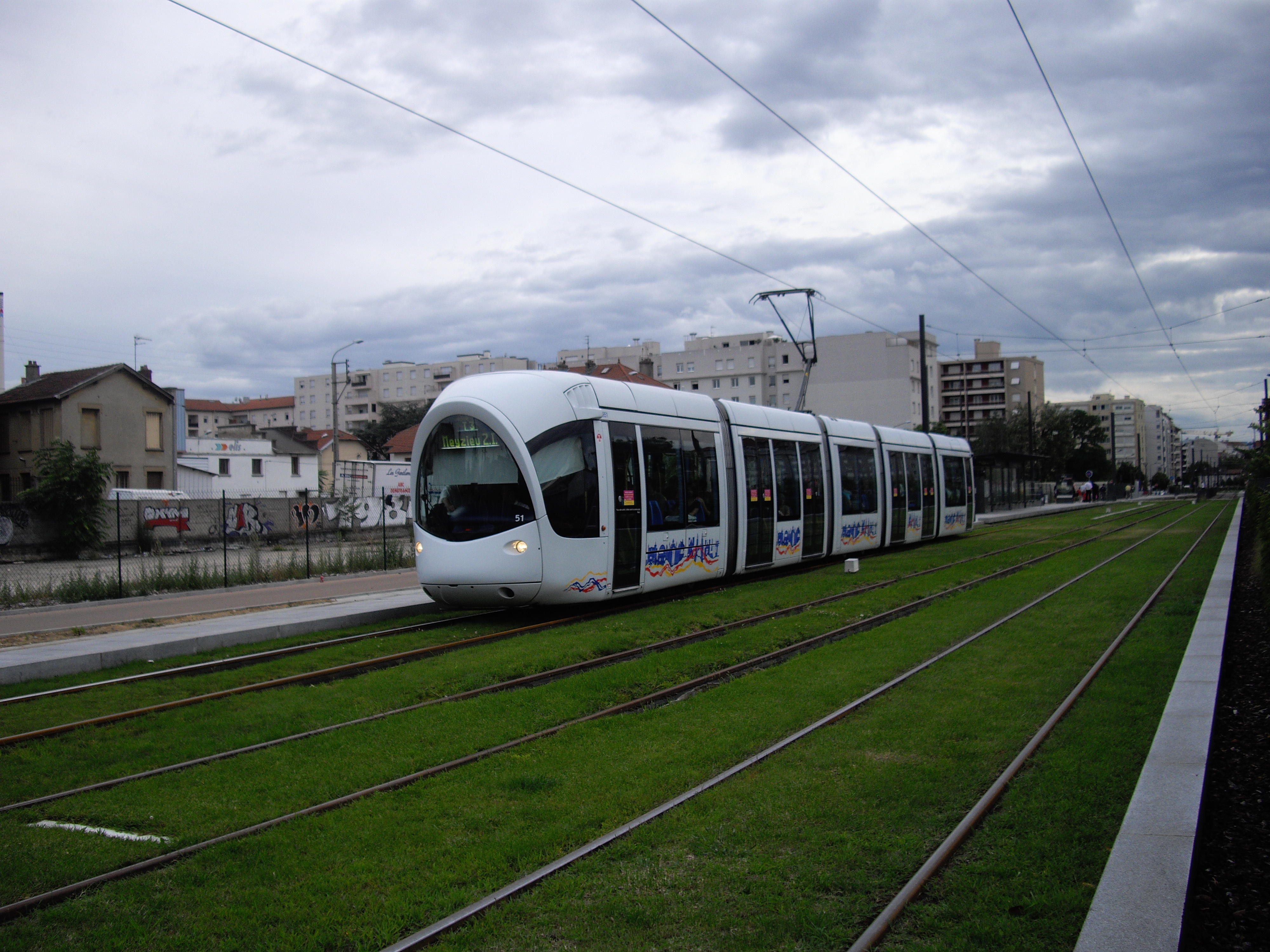
Tramway en gare de Villeurbanne

### Matériel roulant
À son ouverture, la ligne T3 est exploitée avec des rames Citadis TGA 302, construites par Alstom, équipées d'un plancher bas intégral pour faciliter l'accessibilité aux personnes à mobilité réduite. Elles sont également équipée de la climatisation et de la vidéo surveillance. En outre, la structure de ces rames est renforcée par rapport aux tranches livrées antérieurement, au niveau des boucliers avant. Cela occasionne un surpoids de 750 kg par extrémité. Les rames de la ligne T3 sont numérotées 848 à 857, soit un effectif de 10 rames.

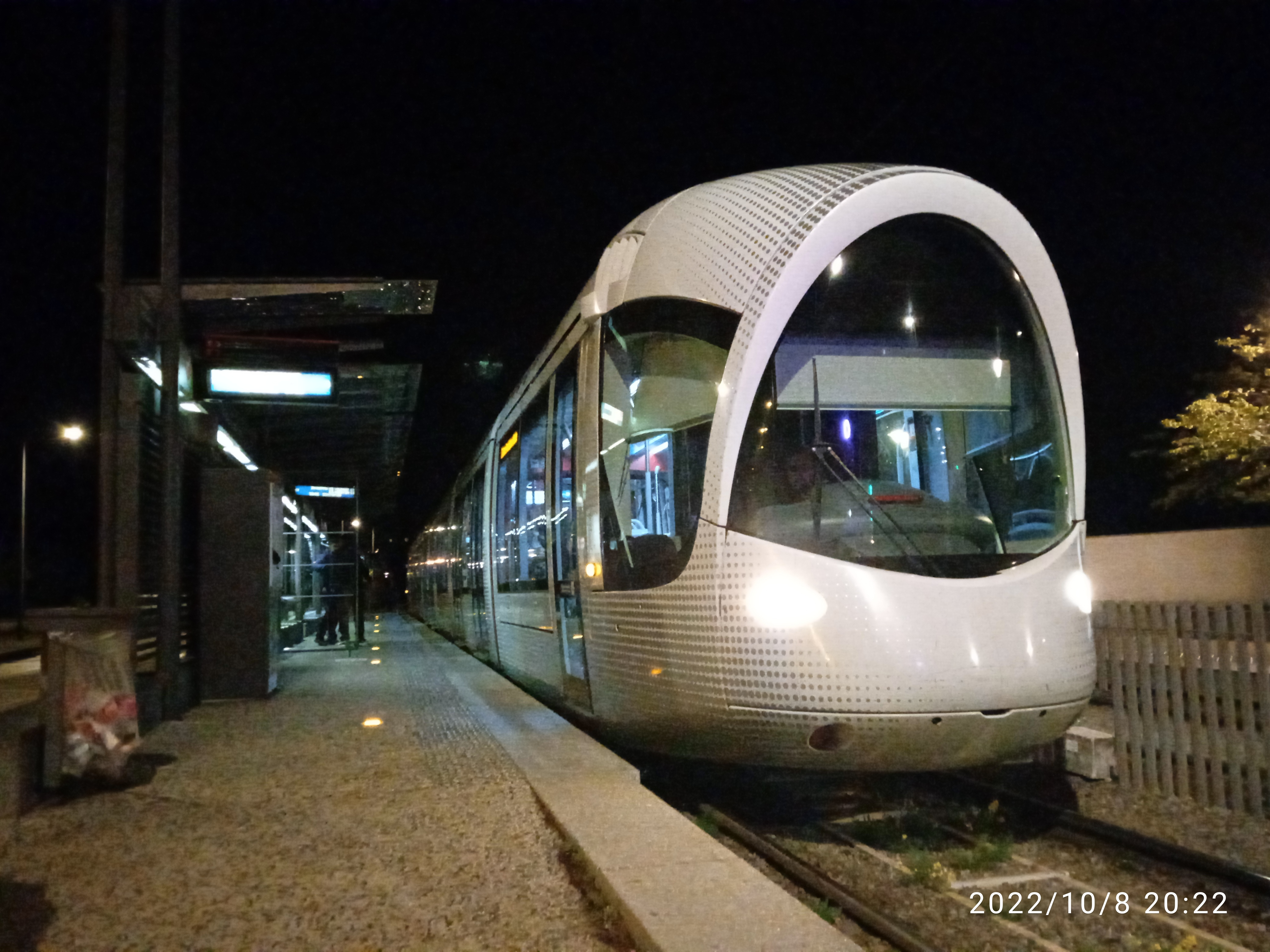
Un tramway T3 en Citadis 402 d'ancienne génération.

Certaines d'entre elles bénéficient de la livrée des lignes T1 et T2, d'autres sont restées blanches, enfin la 856 a été vêtue d'une livrée aluminium réfléchissant. Cette livrée inaugurale devait ne durer que 3 mois, mais elle fut maintenue jusqu'en mai 2009, date à laquelle, à la suite d'un accident, elle fit place à une livrée entièrement blanche.
À partir de novembre 2012, la ligne T3 est exploitée au moyen de rames Citadis 402 d'abord partiellement, puis en fonction des livraisons qui ont eu lieu jusqu'à la mi-2013. Ces rames construites par Alstom sont équipées d'un plancher bas intégral pour faciliter l'accessibilité aux personnes à mobilité réduite. Elles sont également équipées de la climatisation et de la vidéo-surveillance. Elles sont plus longues de onze mètres environ que les rames Citadis 302 livrées antérieurement. Elles ont été mises en service pour augmenter la capacité de la ligne sans augmenter le nombre de circulation.

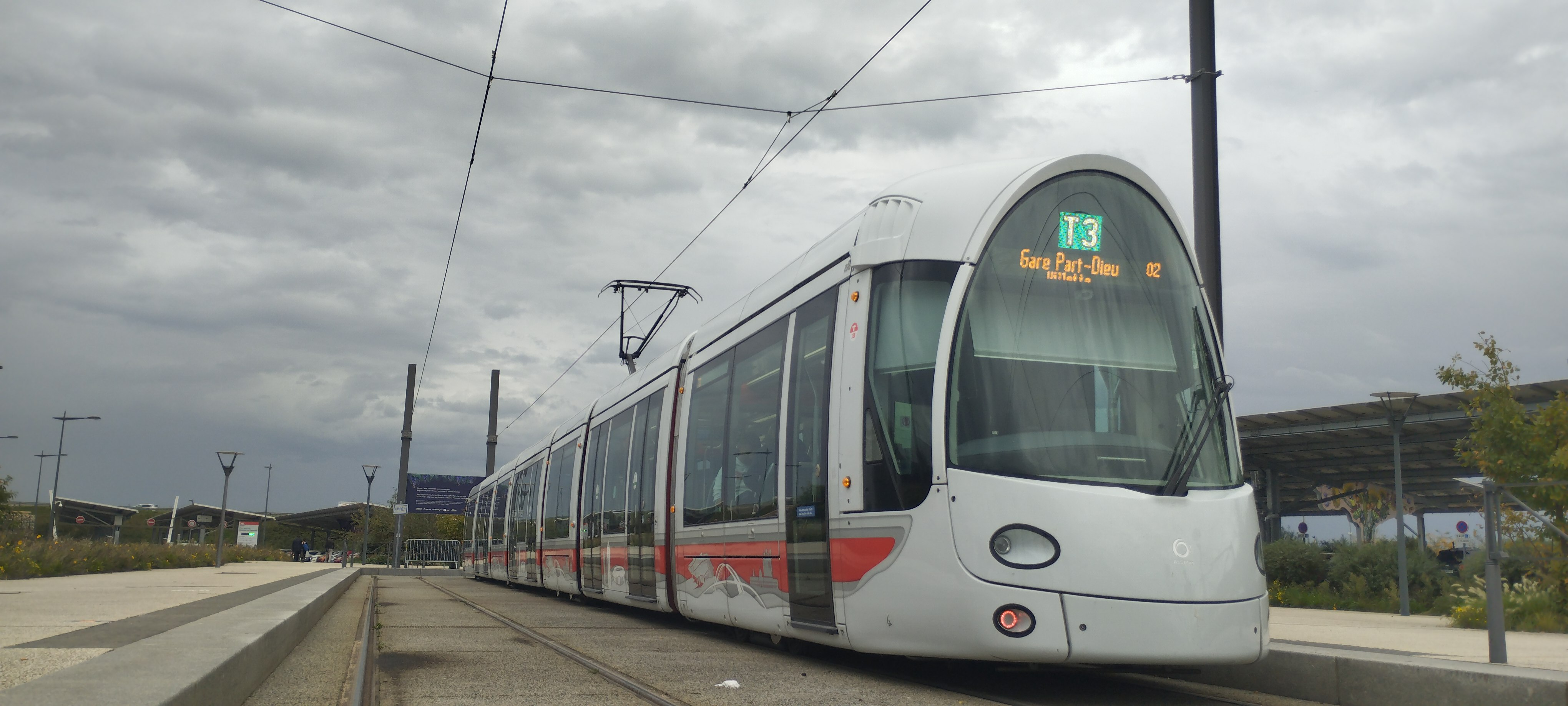
Citadis 402NG sur la ligne T3 à Meyzieu - Les Panettes

Les rames Citadis 402 sont numérotées 874 à 892 soit 19 rames. Leur livrée blanche est couverte d'une trame de ronds gris métallisé et de quelques uns rouges de taille variable excepté la rame 875 qui bénéficie d'une livrée dite « miroir » (métallisée, sur laquelle se réfléchit le paysage) conçue par l'artiste Vincent Leroy et la 874 pelliculée Street Art par Tony Noel. Des Citadis 302 continuent à circuler sur la ligne. En effet les rames de la ligne T4 rentrent ou sortent du dépôt en assurant un trajet en service commercial sur la ligne T3.
Les rames Citadis 402NG sont numérotées de 893 à 907 ou 13 rames. Leur livrée est blanc avec la ville de Lyon en rouge en bas sauf les rames 897, 900, 901 et 907 qui sont pelliculées  Street-Art sauf la 897 qui à la livrée Rugby 2023 et non Zoo Street Art.

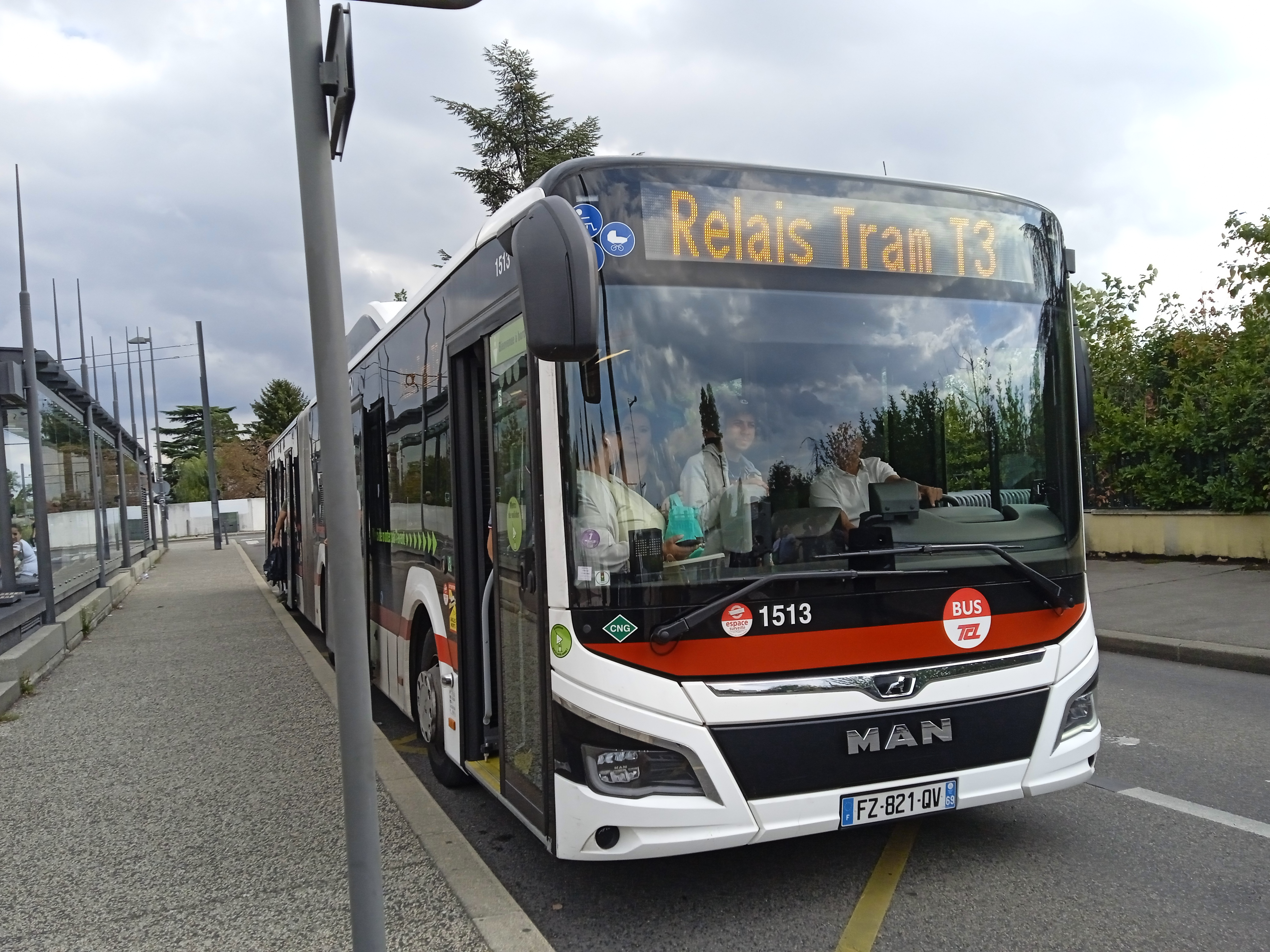
Bus Relais Tram T3 à Décines - Grand Large à cause d'une rame en panne.

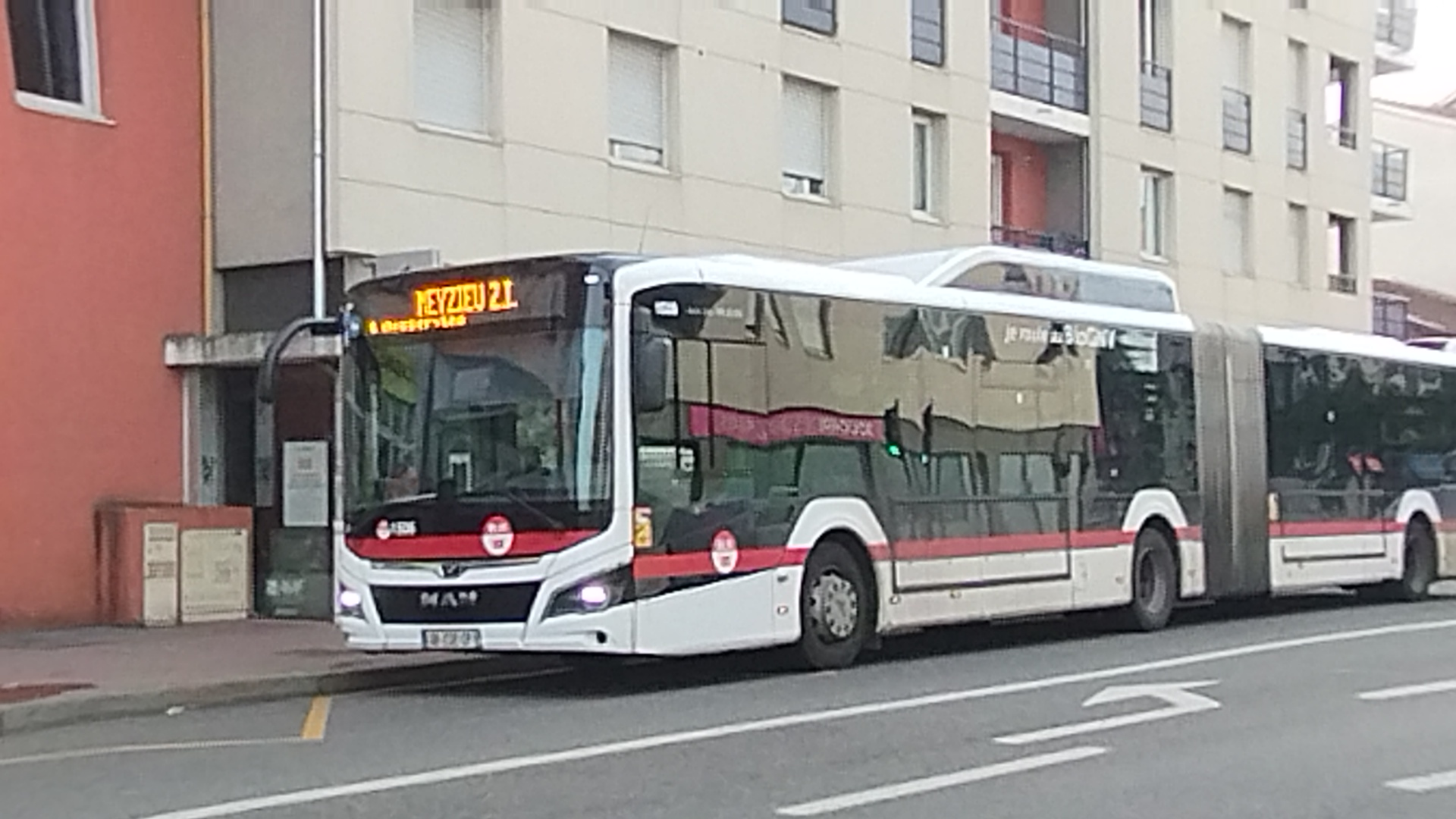
Un Bus Relais pour la ligne T3 à Décines - Centre lors d'un défaut de signalisation le 25/12/2022.

Lors de panne ou d'incident sur la ligne de tramway T3, celle-ci est exploitée par des bus relais BRT3 Bus Relais Tram T3. Ces bus viennent des dépôts Audibert Lavirotte, La Soie et les Pins. Les bus utilisés sont les MAN Lion's City 18 G, Irisbus Citelis 18 et Iveco Urbanway 18.

### Atelier

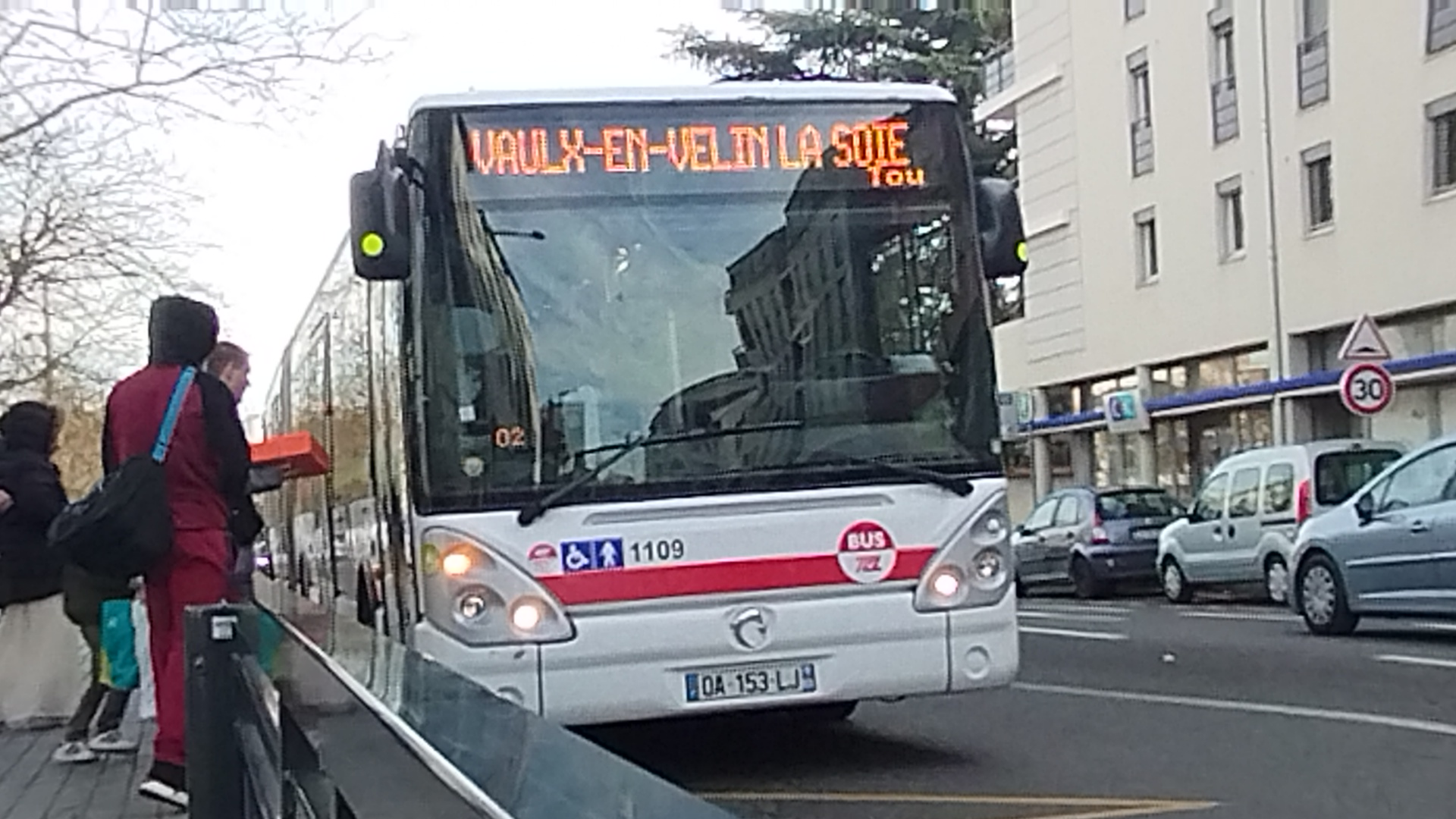
Citelis 18 sur le BRT3 à Décines - Centre lors d'un défaut de signalisation.

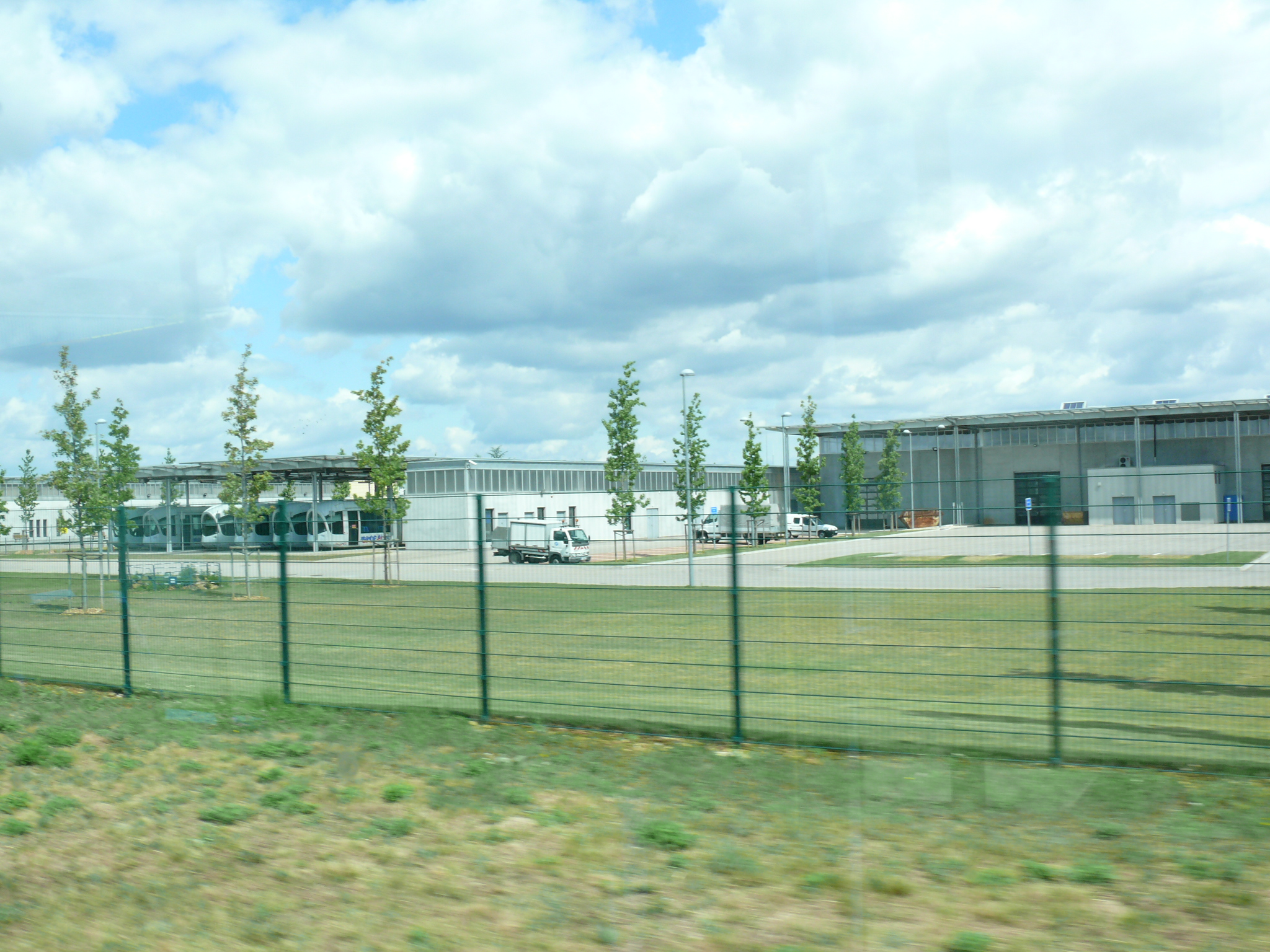
L'UTTL, vu depuis la ligne de tramway.

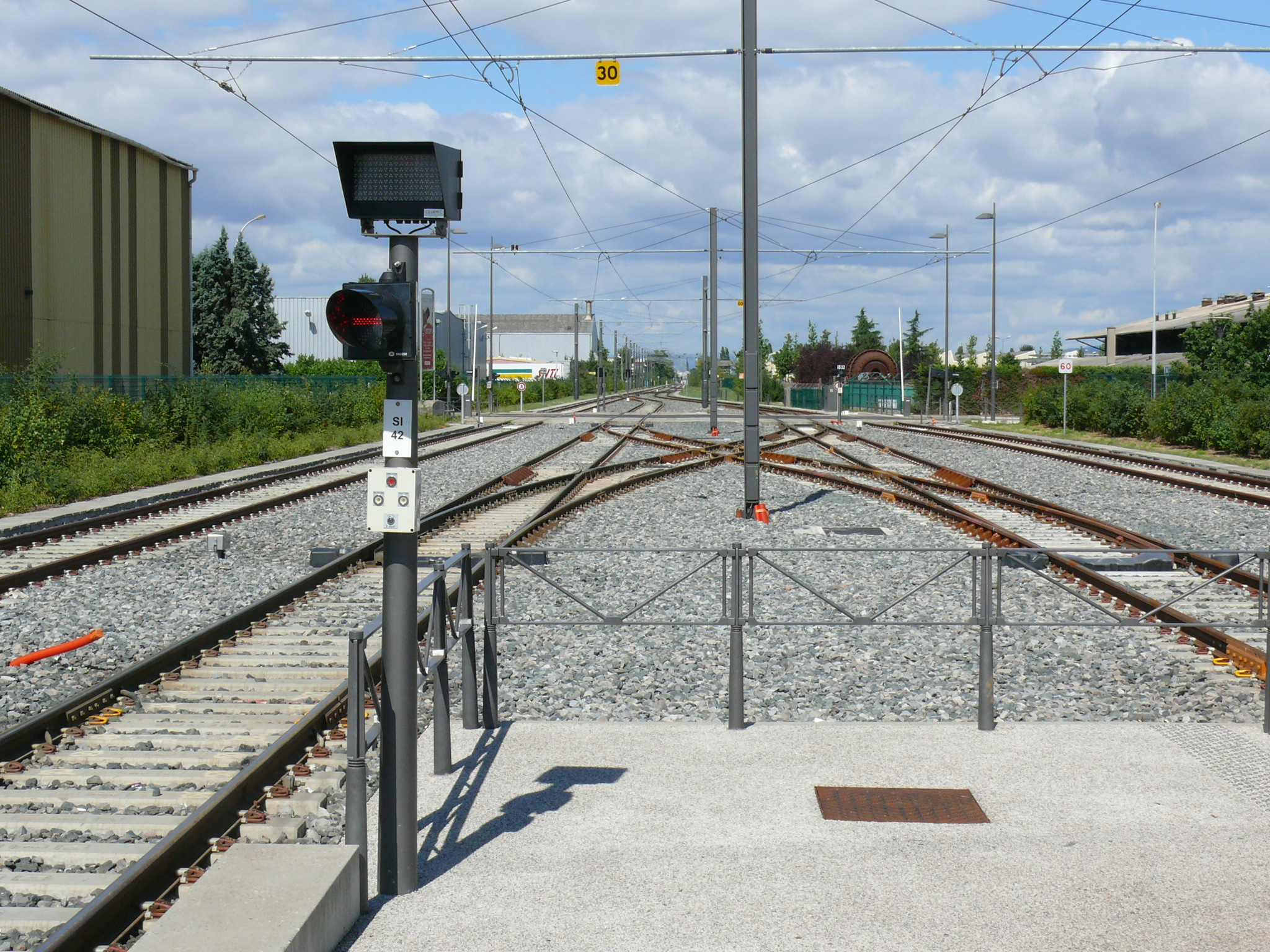
L'avant gare de Meyzieu Z.I.. Les voies centrales sont celles de la ligne T3, les voies extérieures sont destinées à Rhônexpress. UTTL est situé à environ 500 m en amont de la station Meyzieu - Z.I..

Les rames sont remisées au Centre de Maintenance de Meyzieu, également appelé UTTL, Unité de Transport Tramway Lea, et situé à l'est de la ligne, près du terminus Meyzieu Z.I.. Les voies d'accès permettent une entrée / sortie de ligne depuis les 2 voies, dans chaque sens. Exceptionnellement, les rames de cette ligne peuvent être réparées au Centre de maintenance de Saint-Priest.
L'UTTL a été agrandi en 2007 pour permettre l'accueil des rames du T1 dans un premier temps, puis les rames du T4 dès 2014.
Dans le cadre du plan "Capacité tramway" lancé par le Sytral afin de répondre à l'augmentation de 80% du trafic entre 2009 et 2015, l'UTTL a de nouveau subi des travaux d'agrandissement visant à permettre le stockage de nouvelles rames Citadis de 43 mètres dès 2019.
De plus, les rames Rhônexpress sont parfois amenées dans le dépôt UTTL afin d'y effectuer des opérations de re-profilage de roues.

### Trafic
Le trafic de la ligne a atteint 15 000 voyageurs par jour dès son ouverture. En 2010, le trafic est de 27 000 voyageurs par jour, puis atteint 40 000 voyageurs par jour en 2016 et 50 000 voyageurs par jour en 2018.

## Extensions

### Crémieu
Un prolongement de la ligne vers Crémieu dans l'Isère, par réutilisation de l'ancienne emprise du chemin de fer de l'Est de Lyon, est souhaitée par les collectivités concernées et l'association Parfer,,. Ce projet reste envisagé dans le cadre du Réseau express régional lyonnais mais sans être prioritaire.
Le tramway pourrait ainsi desservir sur 16 km : Pusignan, Janneyrias, Charvieu-Chavagneux, Tignieu-Jameyzieu/Pont-de-Chéruy et Crémieu.
La Région Auvergne-Rhône-Alpes acte le principe d'une étude de faisabilité sur le sujet en septembre 2024.